# Lennart Hansson (fotbollsspelare)
Karl Axel Lennart Hansson, född 14 september 1931 i Kungshamn, död 22 mars 2011 i Landskrona, var en svensk fotbollsspelare (högerytter) som representerade Gais och Malmö FF i Allsvenskan. Han spelade även för IK Oddevold och Landskrona Bois.

## Biografi
Hansson föddes i Kungshamn (Gravarne) och kom därifrån som 19-åring till allsvenska Gais. Han debuterade för klubben mot Djurgårdens IF på Råsunda den 22 april 1951. Sommaren 1951 togs han ut till lägret på Bosön som en av "morgondagens män", och på en Alfabild inför säsongen 1951/1952 beskrevs han som en snabb ytter som "kan bli något fint", med god bollbehandling och ett lätt löpsteg. Han kom emellertid att lämna Gais efter bara tre allsvenska matcher för klubben våren 1951.
Hansson gick därefter till IK Oddevold, och var även över i USA och spelade inomhusfotboll i Chicago med lagkamraten Ingemar Eriksson innan han återvände till Oddevold i mars 1955. I augusti 1958 togs han, som division II-spelare i Oddevold, ut som reserv i Sveriges B-landslag. Mitt under säsongen 1959 värvades han av Malmö FF och återvände därmed till Allsvenskan, åtta år efter sin debut i serien. Hösten 1959 gjorde han sin första och enda match i B-landslaget, då han den 18 oktober 1959 var med i det svenska lag som mötte Norge i Tønsberg. Där assisterade han sin lagkamrat Bertil Nilsson till 0–1 i en match som Norge emellertid vände till 2–1. Säsongerna 1959 och 1960 spelade Hansson sammanlagt 24 allsvenska matcher (7 mål) för Malmö innan han gick till Landskrona Bois, där han säsongen 1961 spelade 18 matcher och gjorde 6 mål i division II Östra Götaland.
Hansson är begraven på Kvistofta kyrkogård i Skåne.

## Karriärstatistik
För de lägre divisionerna med Oddevold saknas måldata.
| Klubb           | Säsong    | Seriespel    | Seriespel | Seriespel |
| Klubb           | Säsong    | Division     | Matcher   | Mål       |
| --------------- | --------- | ------------ | --------- | --------- |
| Gais            | 1950/1951 | Allsvenskan  | 3         | 0         |
| Gais            | 1951/1952 | Allsvenskan  | 0         | 0         |
| IK Oddevold     | 1952/1953 | Division IV  | 16        | –         |
| IK Oddevold     | 1953/1954 | Division III | 18        | –         |
| IK Oddevold     | 1954/1955 | Division III | 20        | –         |
| IK Oddevold     | 1955/1956 | Division III | 17        | –         |
| IK Oddevold     | 1956/1957 | Division II  | 12        | 4         |
| IK Oddevold     | 1957/1958 | Division II  | 33        | 8         |
| IK Oddevold     | 1959      | Division II  | 7         | 2         |
| Malmö FF        | 1959      | Allsvenskan  | 16        | 5         |
| Malmö FF        | 1960      | Allsvenskan  | 8         | 2         |
| Landskrona Bois | 1961      | Division II  | 18        | 6         |
| Totalt          | Totalt    | Totalt       | 168       | 27        |